# 世界伝道会議
世界伝道会議（せかいでんどうかいぎ、World Congress on Evangelism）は、1966年10月-11月4日にベルリンで開催された伝道会議。20世紀のキリスト教において重要な会議と言われている。ベルリンで開催されたので、ベルリン世界伝道会議とも言われる。
議長はカール・ヘンリー、主要なスピーカーはビリー・グラハム。104ヶ国から福音派の代表が集まった。日本の福音派からは大江捨一、安藤仲市、羽鳥明、本田弘慈ら31名が参加した。
エキュメニズムでは、福音を宣教せよという主の命令が忘れられているとみなし、エディンバラ宣教会議でかつて主張された、全世界に福音を宣べ伝える熱情に帰るように呼びかけることを目的として開催された。これは、世界教会協議会（WCC）の「教会と社会」世界会議を意識して福音派が開いたものであると指摘されている。
最終日の11月4日に一つの人類、一つの福音、一つの務めが発表され、起立でもって承認された。福音派の信仰をあらわす重要な文書であり、ローザンヌ世界伝道会議のローザンヌ誓約に受け継がれている。